# St. Birgitta (Gnadenberg)

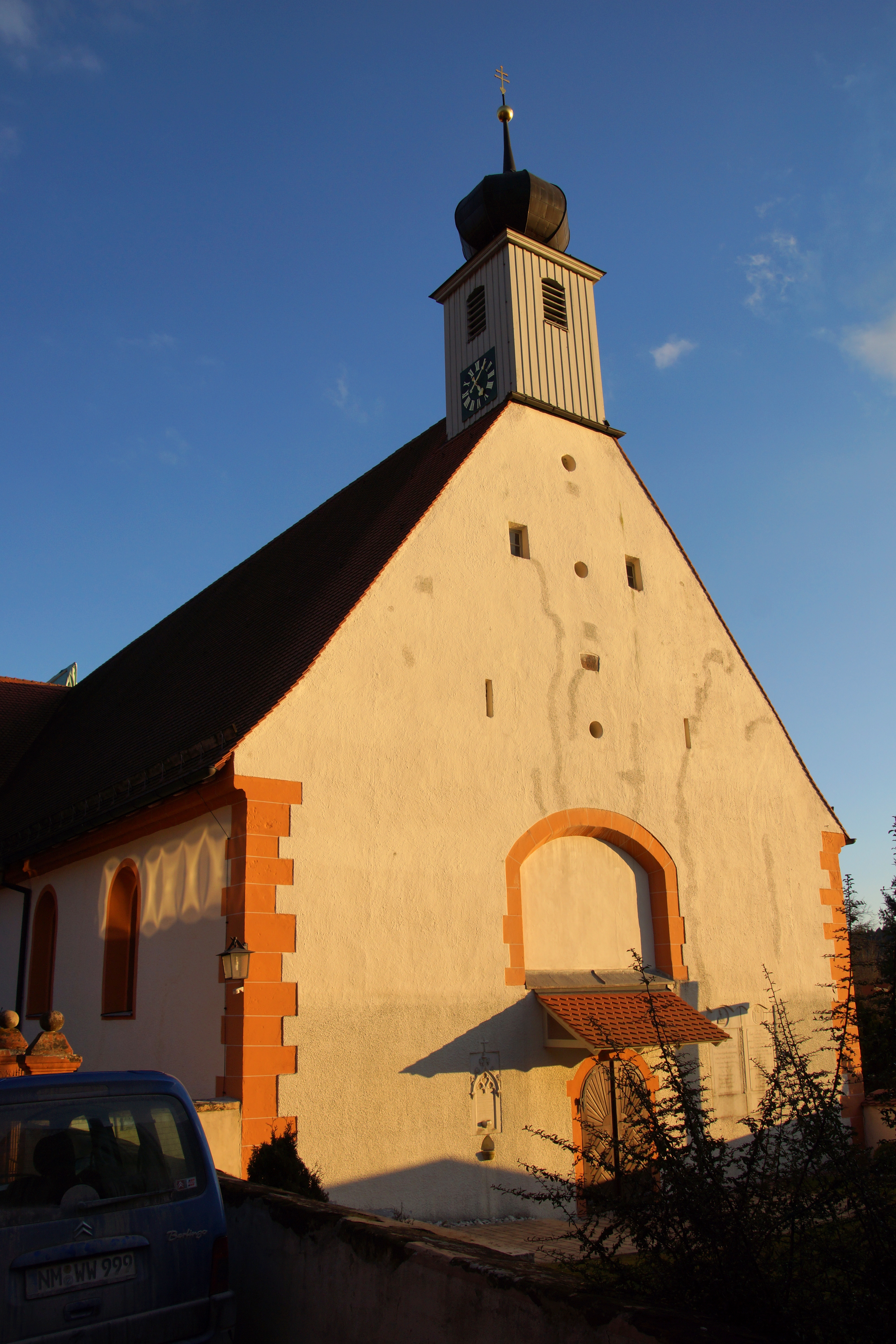
St. Birgitta (Gnadenberg)

Die römisch-katholische, denkmalgeschützte Pfarrkirche St. Birgitta steht in Gnadenberg, einem Gemeindeteil der Gemeinde Berg bei Neumarkt in der Oberpfalz im Landkreis Neumarkt in der Oberpfalz. Die Kirche gehört zum Dekanat Neumarkt in der Oberpfalz im Bistum Eichstätt. Das Bauwerk ist unter der Denkmalnummer D-3-73-113-11 als Baudenkmal in die Bayerische Denkmalliste eingetragen.

## Beschreibung
Zunächst wurde die Sakristei der ehemaligen Klosterkirche des Klosters Gnadenberg als Notkirche benutzt. 1654/55 wurde das stehengebliebene Refektorium zur Kirche umgebaut. Das Langhaus hat vier Fensterachsen. Aus seinem Satteldach erhebt sich über dem Giebel im Westen ein quadratischer Dachreiter, der mit einer Zwiebelhaube bedeckt ist, und der die Turmuhr und den Glockenstuhl beherbergt, in dem drei Kirchenglocken hängen. Der Innenraum ist mit einer Flachdecke überspannt. An den Längswänden stehen Statuen der zwölf Apostel aus dem 18. Jahrhundert. Zur Kirchenausstattung gehört ein Hochaltar von 1689. Ein querrechteckiger Chor wurde erst 1960 im Osten angefügt.